# Girighiz
Girighiz è una serie di strisce a fumetti di sofisticato umorismo creata dal fumettista italiano Enzo Lunari nel 1965.
Il fumetto prende il nome dal protagonista Girighiz, un cavernicolo della preistoria alle prese con problemi quotidiani che sono un pretesto per rivolgere una critica sociale e politica ai temi moderni.

## Storia editoriale

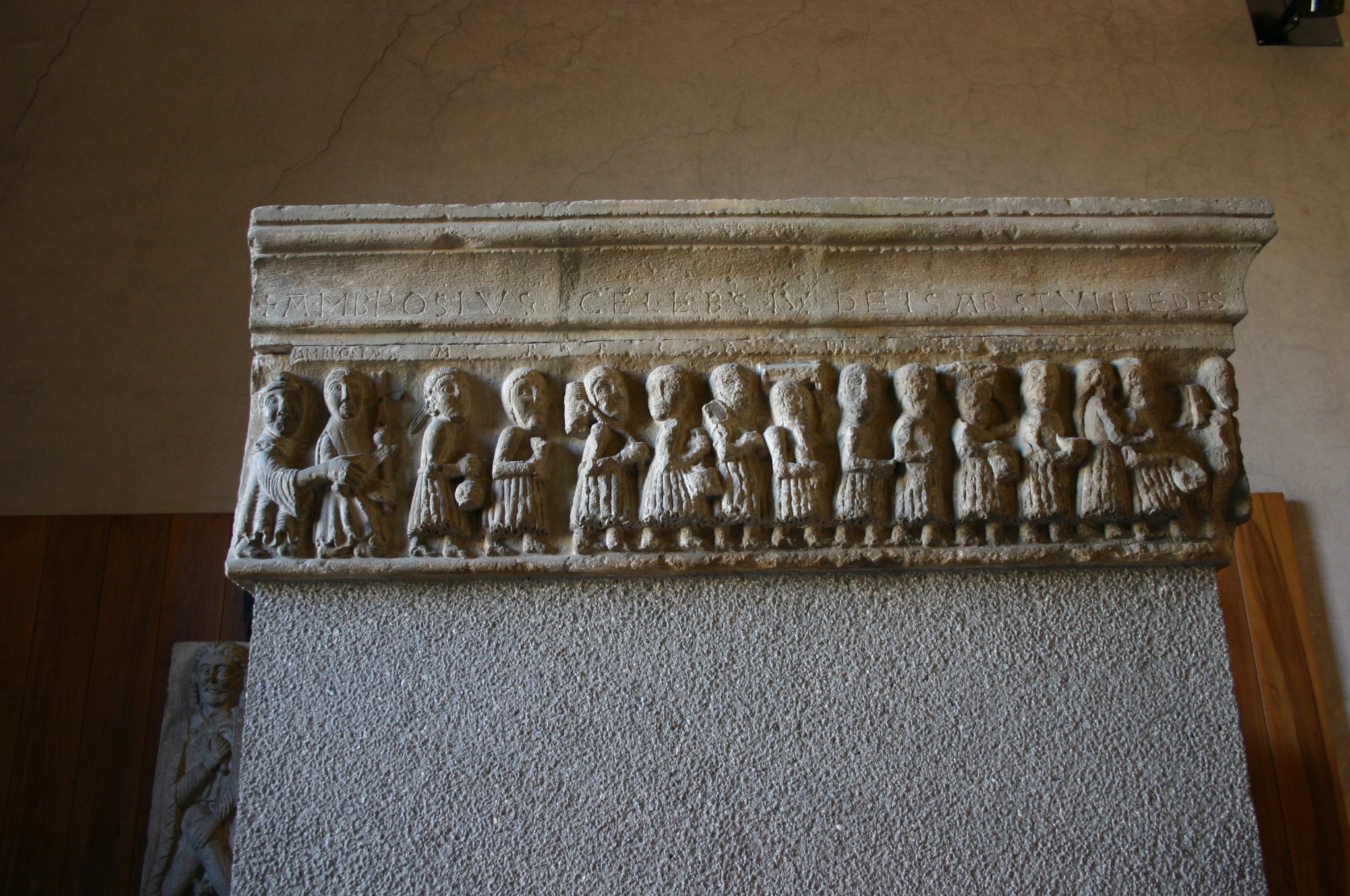
Milano, Castello sforzesco - Fregio di Porta Romana (1171)

La prima striscia della serie è apparsa, quasi casualmente, nell'agosto 1965 sul quinto numero della rivista Linus: dieci strisce a comporre due pagine. Sullo stesso numero di Linus erano state pubblicate anche le strisce del fumetto B.C., dell'autore statunitense Johnny Hart che per temi trattati e ambientazione ricordano molto Girighiz anche se, quest'ultimo, viene sviluppato con una grafica maggiormente ricca che, pur mantenendo la bidimensionalità degli sfondi comune a molte altre opere, tra cui i Peanuts, tratteggia i personaggi con dettagli curatissimi e disegnati con il pennino invece che con il pennello. I personaggi sono rappresentati in modo caricaturale con fattezze sgraziate e grottesche.
Inizialmente le strisce si susseguivano nella pagina legandosi con continuità narrativa evolvendosi ben presto in tavole maggiormente articolate, che hanno costituito veri e propri racconti. Girighiz ha continuato a essere pubblicato, sempre su Linus, fino al numero 257 del 1986.
Nel 1972 le strisce dei primi anni sono state raccolte in volume.
Le prime strisce hanno molto in comune con il fregio di un capitello proveniente della demolita cerchia interna delle mura di Porta Romana di Milano nel quale viene rappresentato sant'Ambrogio che scaccia i nemici.

## Trama e ambientazione
Nelle strisce viene rappresentata la vita dell'uomo primitivo, ma nonostante l'ambientazione preistorica, i paesaggi desertici e il misero aspetto dei protagonisti, la vita e l'organizzazione della tribù è simile a quella moderna, con le stesse dinamiche sociali e politiche, che servono quale pretesto narrativo per l'arguta satira dell'autore. Lunari, infatti, si accanisce contro il malcostume e i difetti dell'Italia moderna popolata di furbetti, di corrotti, di bigotti e di inetti amministratori.

## Personaggi
Oltre al protagonista, Girighiz, compaiono una serie di comprimari:
FoxtrotIl capo della tribù, inetto e sprezzato da tutti, obiettivo della caustica satira politica dell'autore.
ChicchevaccheLo sfortunato stregone.
ChroniconIl poeta e letterato.
HollocockL'intellettuale.
WozzeckIl pessimista contestatore.
Appare sovente nelle storie un enorme mammuth.